# Mats Daniels
Mats Olof Daniels, född 28 maj 1956 i Övertorneå, är en svensk informatiker och professor i datavetenskap med inriktning mot datavetenskapens didaktik vid Uppsala universitet. Han är också studierektor på institutionen för informationsteknologi på avdelningen för datorteknik. 
Daniels, som blev professor 2018, leder forskargruppen Uppsala Computing Education Research Group och forskar inom området professionella kompetenser. Han är intresserad av holistiska och öppna lärmiljöer, till exempel projektkurser som fokuserar på öppna problem i ett komplext sammanhang, och har utvecklat konceptet Open Ended Group Projects. 
Han är gift med Åsa Cajander.

## Källa
1. ↑  ”Nya professorer 2018 - Uppsala universitet”. www.uu.se. https://www.uu.se/om-uu/akademiska-traditioner/professorsinstallation/nya-professorer-2018/#Mats%20Daniels. Läst 6 december 2018.
2. ↑  ”Uppsala Universitet, Mats Daniels”. https://mp.uu.se/web/profilsidor/start/-/emp/XX3066. Läst 18 februari 2018.
3. ↑  Mats, Daniels,; Åsa, Cajander,; Arnold, Pears,; Tony, Clear, (2010). ”Engineering Education Research in Practice : Evolving use of open ended group projects as a pedagogical strategy for developing skills in global collaboration”. International journal of engineering education 26 (4). http://uu.diva-portal.org/smash/record.jsf?pid=diva2:289363&dswid=-4158. Läst 18 februari 2018.